# ویلیام هولمن هانت
ویلیام هولمن هانت (انگلیسی: William Holman Hunt؛ ۲ آوریل ۱۸۲۷ – ۷ سپتامبر ۱۹۱۰) یک نقاش اهل بریتانیا بود. هانت یکی از بنیانگذاران انجمن برادری پیشارافائلی بود، نقاشی‌های وی به دلیل توجه به جزئیات و رنگ‌های استادانه بسیار قابل توجه بودند، این ویژگی‌ها همگی تحت تاثیر نوشته‌های جان راسکین و توماس کارلایل قرار داشتند. با توجه به این ایده که جهان خود را باید بوسیلهٔ یک سازوکار نشانه‌های بصری فرا بخوانیم،
هولمن وظیفهٔ خودش را فاش کردن رابطه‌های بین نشانه و واقعیت می‌انگاشت، از تمام اعضای انجمن برادری پیشارافائلی تنها هولمن بود که تا پایان عمر به آرمان‌های خود در سراسر زندگی وفادار ماند، او همیشه مشتاق به حداکثر رساندن تجدیدنظر و دید خودش برای آثار ایجاد شده‌اش از جنبهٔ عمومی بود.

## نگارخانهٔ آثار

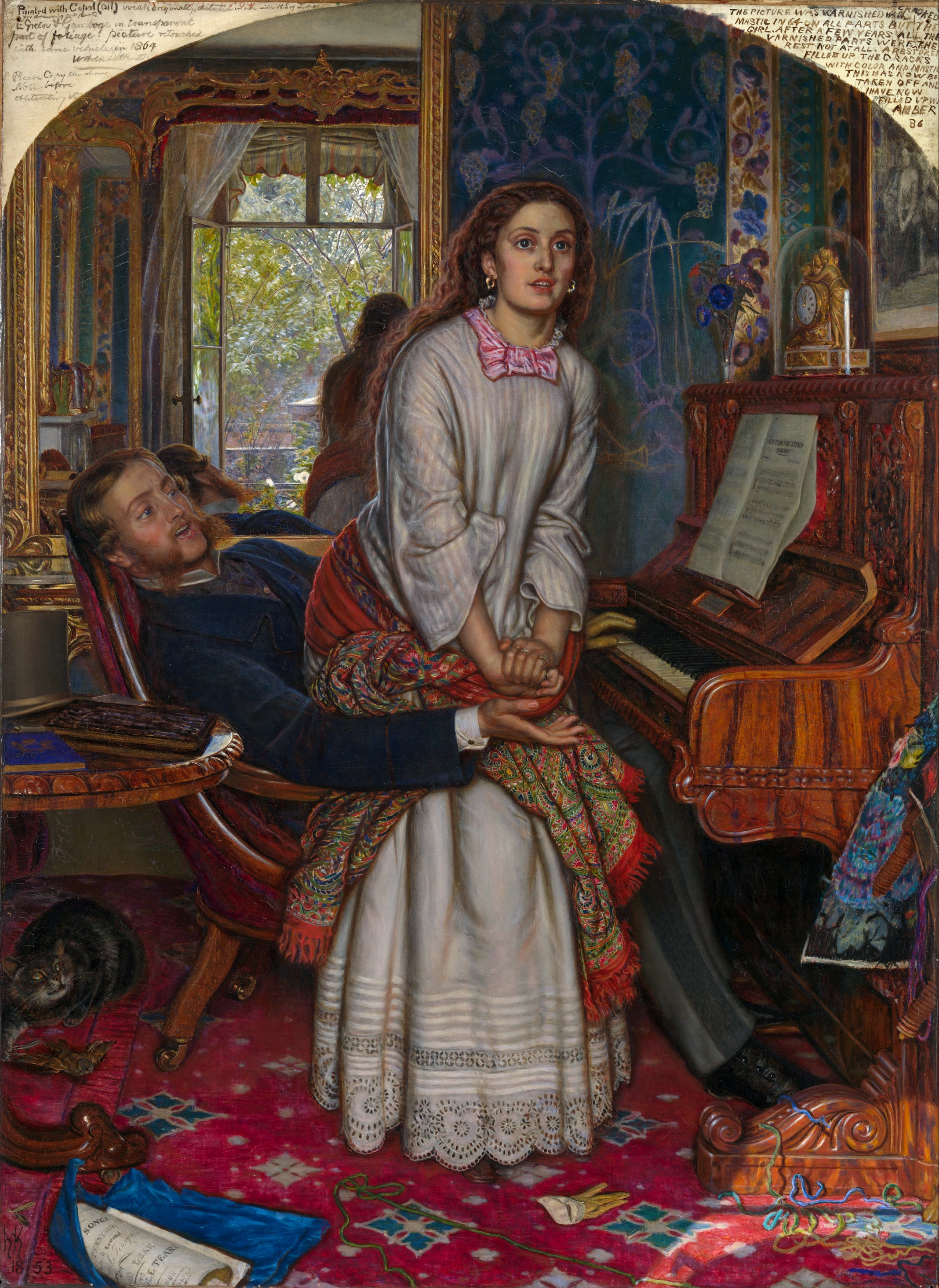
وجدان بیدار ۱۸۵۳ م. تیت بریتانیا
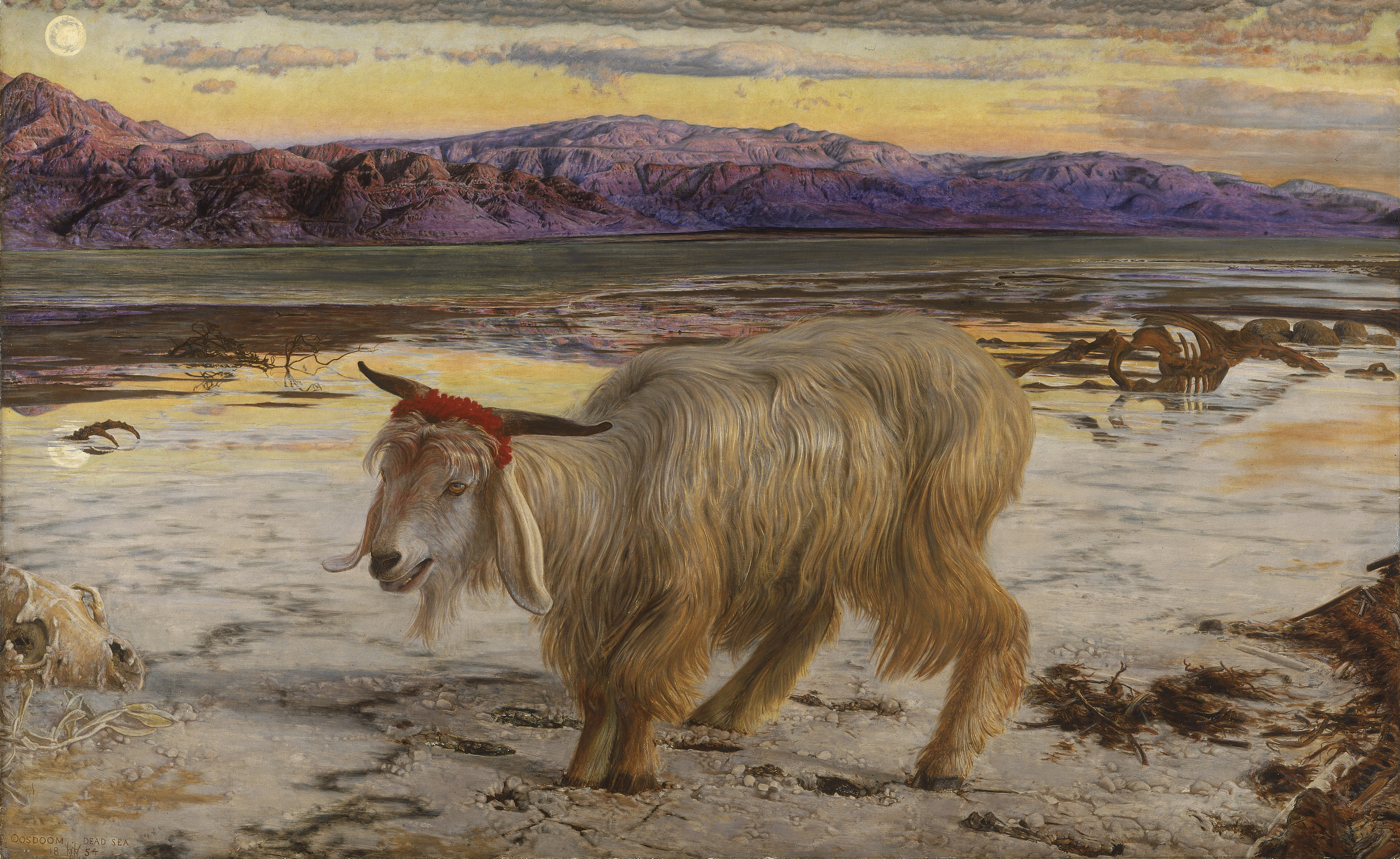
بُز طلیعه ۱۸۵۴ م. نگارخانه هنر لیدی لیور
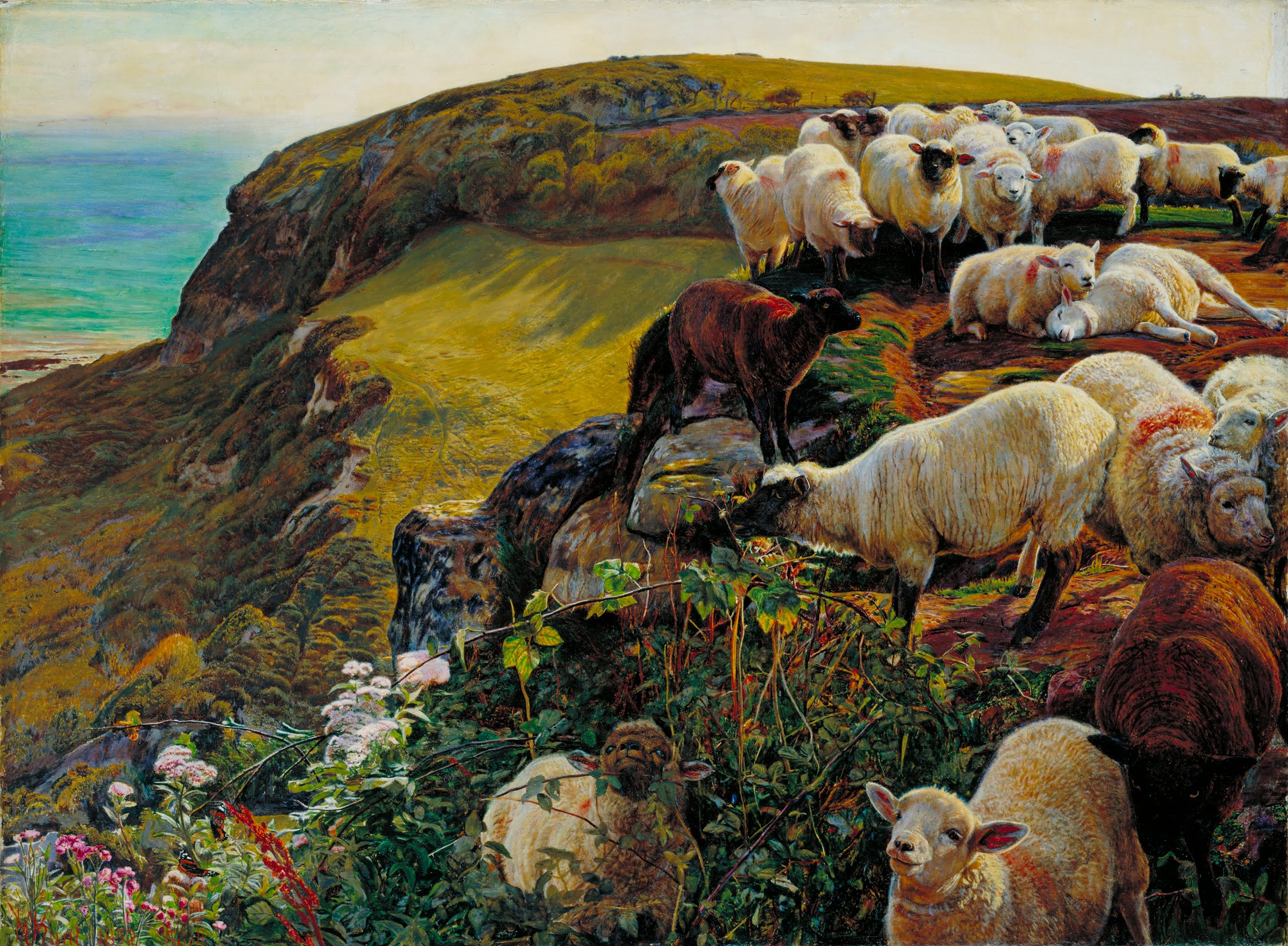
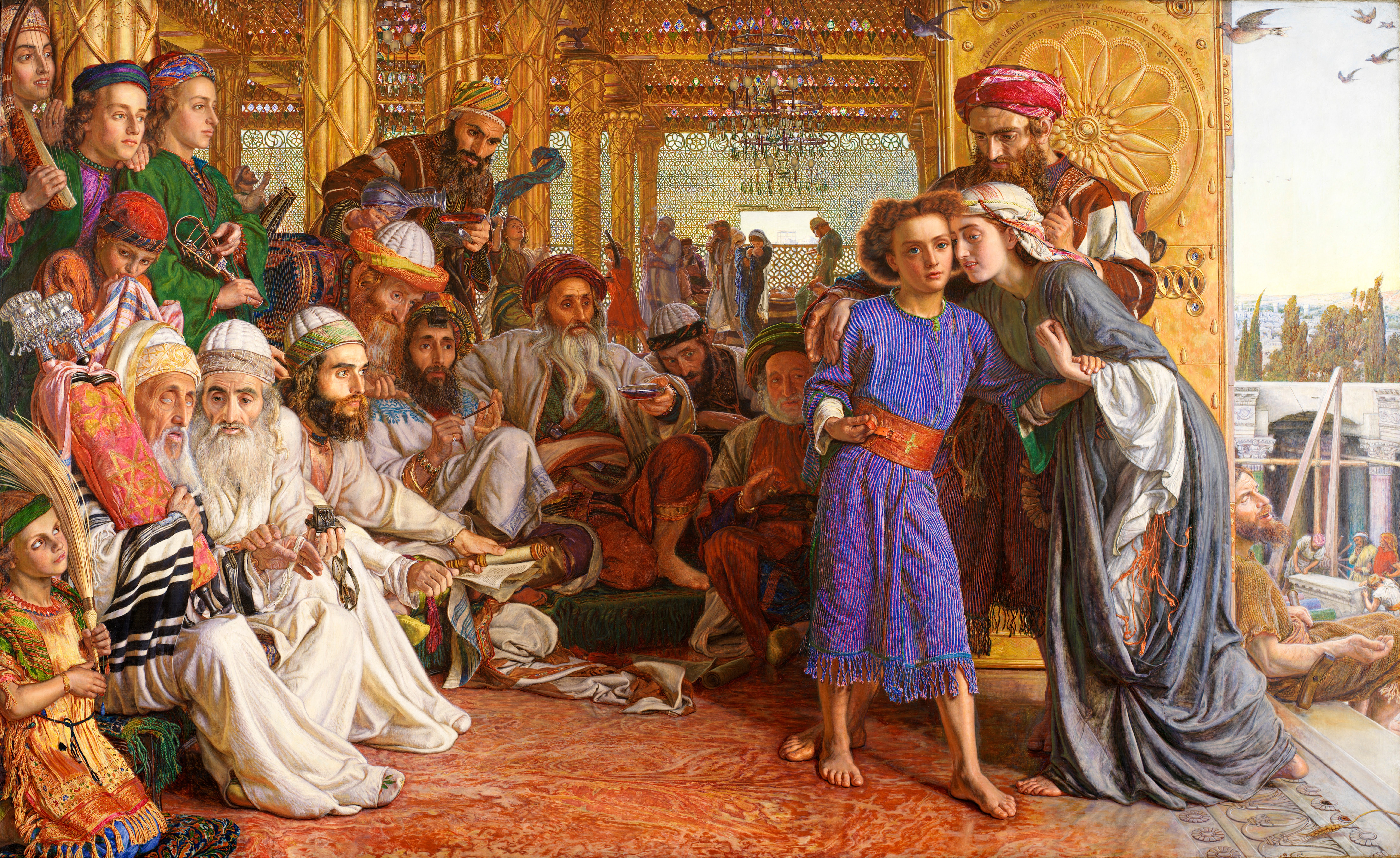
یافتن منجی در معبد
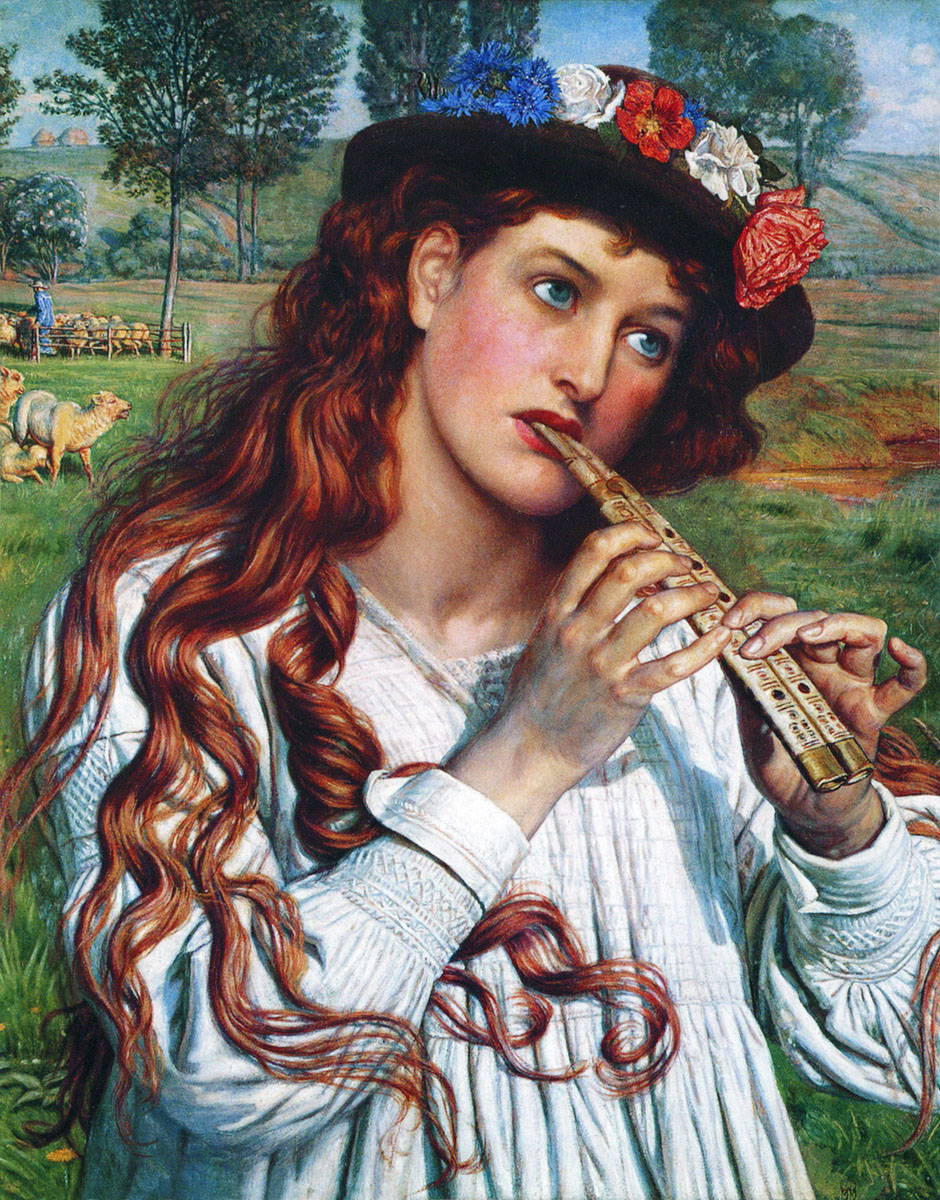
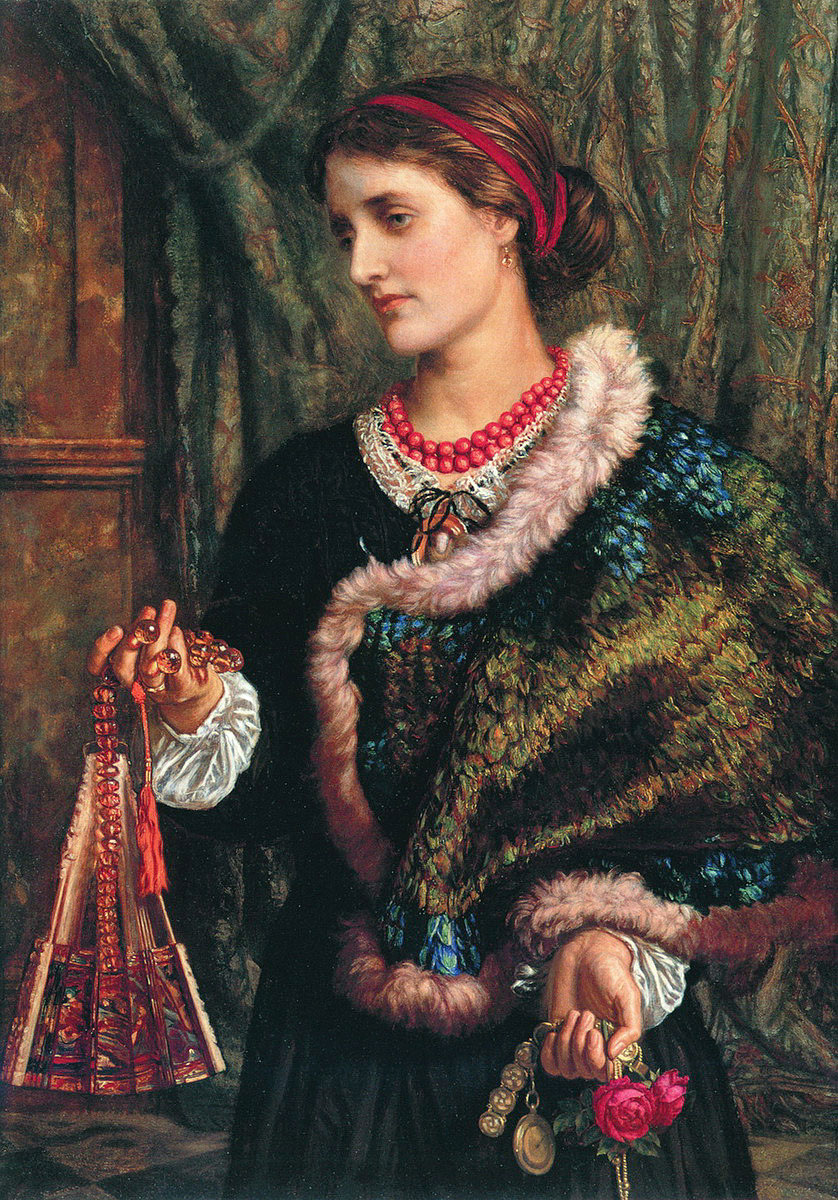
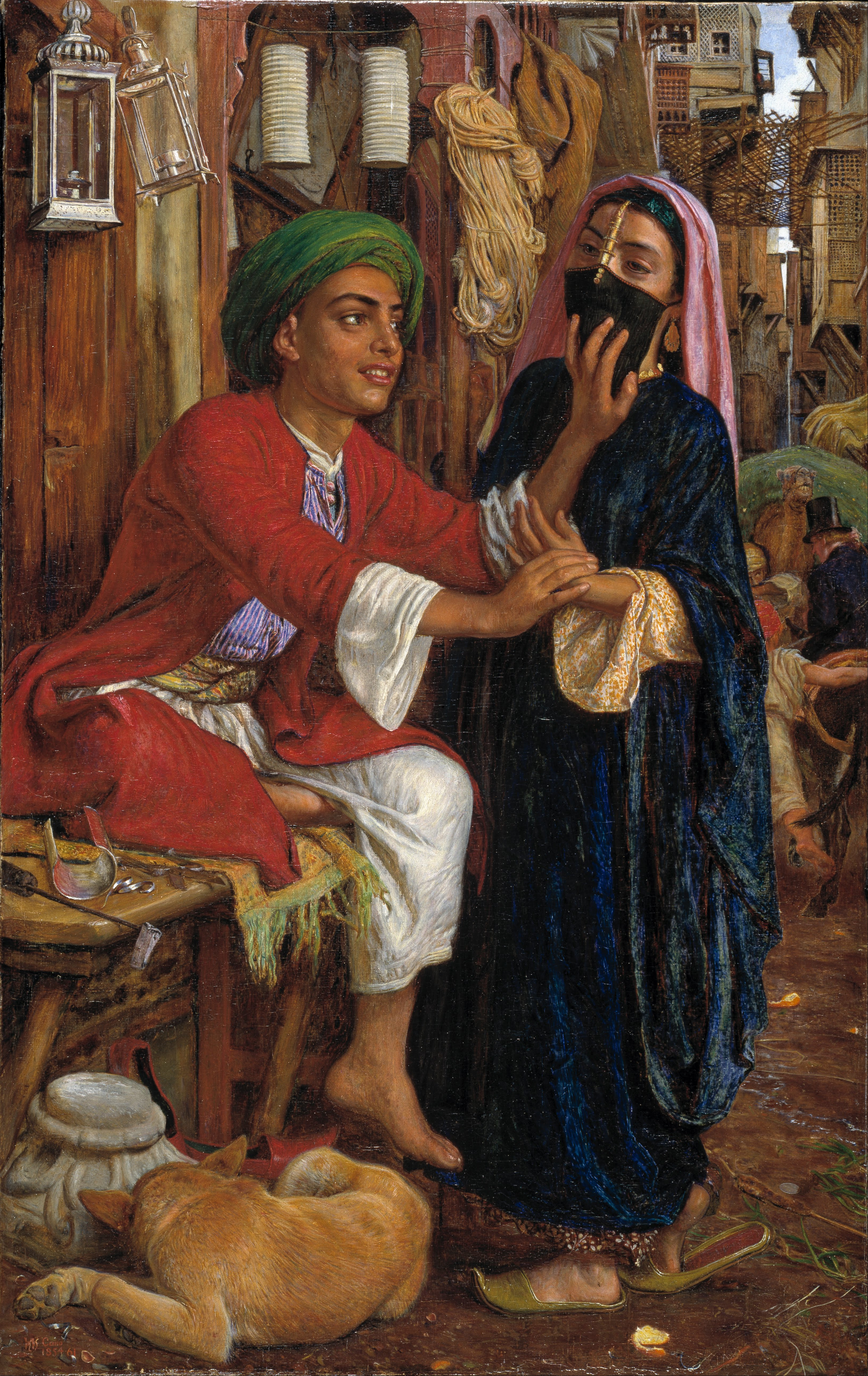
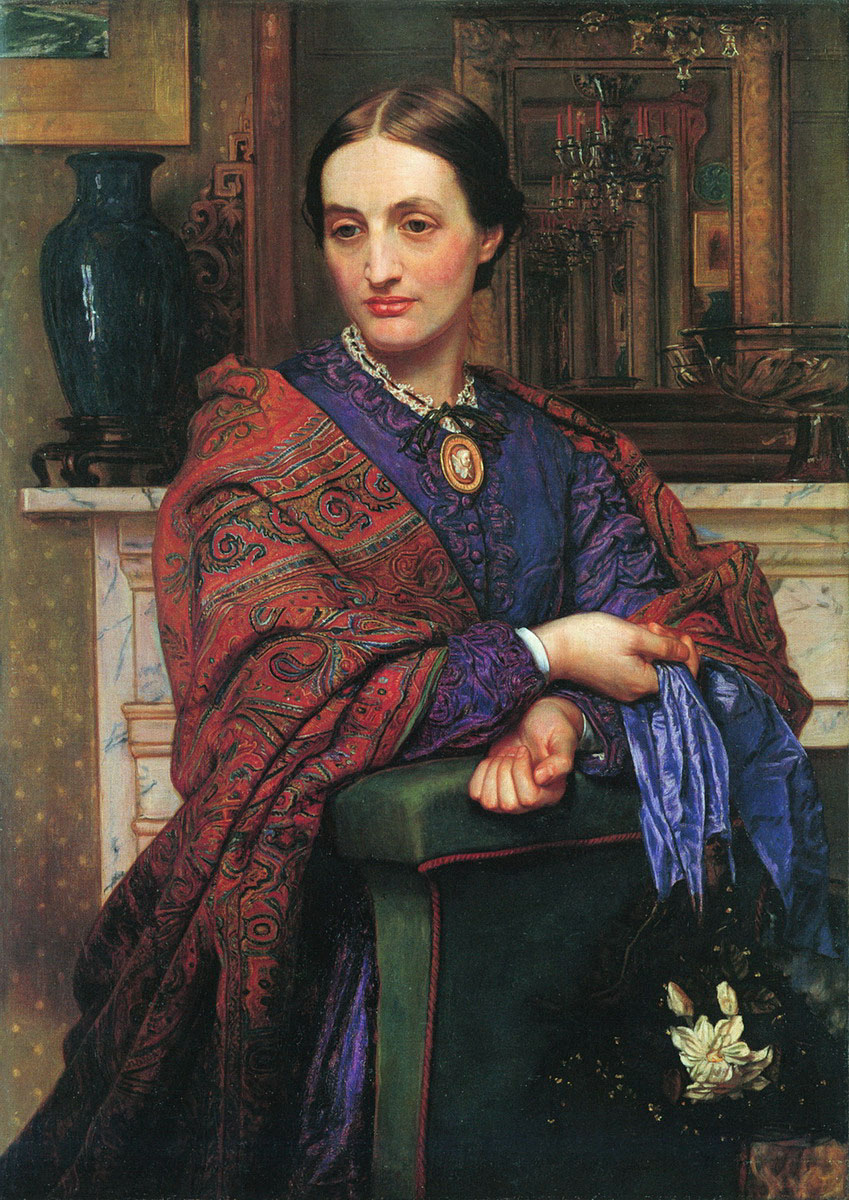
۱۸۶۰ م.
موزه هنر بیرمنگهام